# 实验服

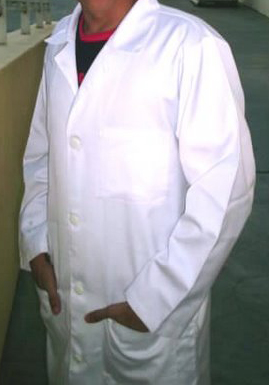
一名穿著白袍的研究者

白袍，是指用於在进行实验时保護身體和裡面衣服的工作服。一般都是長袖、及膝，顏色一般为白色，故亦稱白大褂。由於醫生在應診時也常會穿著，故又稱醫生袍、醫師袍。
一般多以棉或麻作為製作材料，以便於可以用高溫的水來洗濯。